# Belägringen av Berat (1455)
Belägringen av Berat påbörjades i juli 1455. Osmanska rikets armé besegrade albanerna och dödade över femtusen albanska gerillakrigare.